# 櫻本絢子
櫻本 絢子（さくらもと あやこ、1995年8月19日 - ）は、福岡県田川市出身のバドミントン選手。ヨネックス所属。166cm、左利き。

## 略歴
田川市立鎮西中学校から九州国際大学付属高等学校に進む。2011年、アジアジュニアバドミントン選手権で女子ダブルスにおいて銅メダルを獲得した。混合で2012年に金、2013年に銅を獲得した。 2017年、髙畑祐紀子と組んだ大阪国際トーナメントで女子ダブルス準優勝。また髙畑とのスペイン国際トーナメントで初の国際タイトルを獲得した。